# Chilothorax distinctus
Chilothorax distinctus é uma espécie de insetos coleópteros polífagos pertencente à família Aphodiidae.
A autoridade científica da espécie é O. F. Muller, tendo sido descrita no ano de 1776.
Trata-se de uma espécie presente no território português.